# Шарвенка, Франц Ксавер
Теофиль Фра́нц Ксаве́р Шарве́нка (нем. Theophil Franz Xaver Scharwenka; 6 января 1850, Шамотулы — 8 декабря 1924, Берлин) — немецкий композитор, пианист, дирижёр и музыкальный педагог. Брат Филиппа Шарвенки.

## Биография
Франц Ксавер Шарвенка родился в семье архитектора, по матери был поляком, предки отца переселились в Западную Польшу, принадлежавшую в это время Пруссии, из Праги. Вырос в Позене. Несмотря на проявившийся ещё в раннем детстве интерес к музыке, начал получать систематическое музыкальное образование лишь в 15 лет в берлинской Новой академии музыки у Теодора Куллака (фортепиано); занимался также композицией под руководством Рихарда Вюрста.
Уже в 1868 году сам начал преподавать в Академии Куллака, в 1869 году дебютировал как концертирующий исполнитель. Широко гастролировал по Германии, а с середины 1870-х гг. и по всей Европе (в том числе в 1884 г. в Российской империи), выступал как сольно, так и в ансамбле, в том числе с такими музыкантами, как Йозеф Иоахим, Генрих Грюнфельд, Густав Холлендер. Высоко ценилось исполнение Шарвенкой произведений Фридерика Шопена; среди нескольких записей, осуществлённых им в 1905—1908 гг., шопеновские Вальс ля бемоль минор Op. 42, Фантазия фа минор Op. 49 и Фантазия-экспромт Op. 66 считались особенно значительными. Как дирижёр Шарвенка начал интенсивно выступать в середине 1880-х гг., уделяя преимущественное внимание произведениям Бетховена, Листа и Берлиоза.
В центре композиторского творчества Шарвенки, начиная с Op. 1, Фортепианного трио № 1 (1868), неизменно оставался его сольный инструмент — фортепиано. Наиболее значительная часть его наследия — четыре фортепианных концерта, первый из которых, Op. 32 (1876), был посвящён Листу и впервые исполнен им, а четвёртый, Op. 82 (1908), посвящённый королеве Румынии Елизавете, впервые прозвучал в Бухаресте, затем в Берлине, а затем с большим успехом был исполнен в Нью-Йорке самим автором с Густавом Малером за пультом. Кроме фортепианных пьес и ансамблей с участием фортепиано, Шарвенке принадлежат Симфония до минор Op. 60 (1885) и опера «Матасвинта» (1894, по роману Феликса Дана «Битва за Рим»), премьера которой с успехом прошла 4 октября 1896 г. в Веймаре под управлением автора, с участием Иоганны Гадски, Георгины фон Янушовски и Эрнста Крауса, — по сообщению прессы, на премьеру собралось столько ведущих музыкальных критиков со всей Германии, сколько не съезжалось со времён первого представления «Тристана и Изольды» Рихарда Вагнера. Наибольшей прижизненной популярностью, однако, пользовался небольшой полонез Шарвенки ми бемоль минор Op. 3, No. 1.

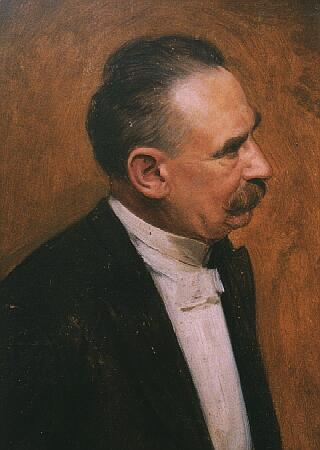
Ксавер Шарвенка на портрете Антона фон Вернера

В 1881 г. Ксавер Шарвенка основал в Берлине собственную консерваторию и руководил ею до 1891 г. После этого он перебрался в Нью-Йорк и открыл консерваторию там, между тем как берлинское учреждение, основанное им, в 1893 г. слилось с консерваторией Карла Клиндворта в Консерваторию Клиндворта — Шарвенки под руководством брата Ксавера, Филиппа Шарвенки. Вернувшись в Германию в 1898 г., Ксавер Шарвенка фактически вновь встал у руля своего детища, хотя и сохранил за Филиппом номинальное руководство. Среди учеников Шарвенки разных лет были, в частности, Жозе Виана да Мотта, Эдвард Фацер, Телемак Ламбрино, Оскар Фрид, Отто Клемперер. В 1907 г. вышла его «Методика фортепьянной игры» (нем. Methodik des Klavierspiels), а в 1922 г. — автобиография «Звуки из моей жизни» (нем. Klänge aus meinem Leben, английский перевод 2007).

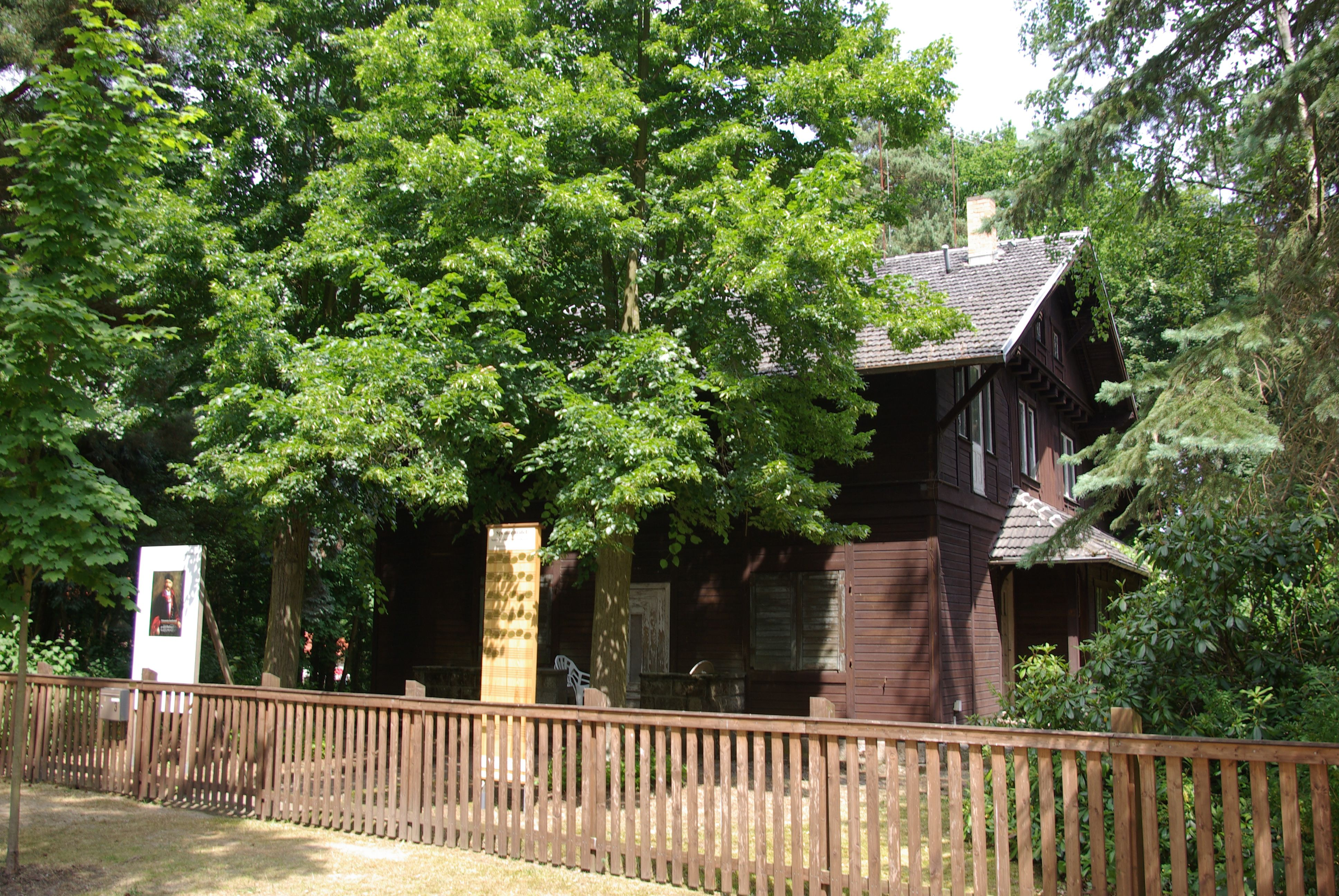
Дом Ксавера Шарвенки в Бад-Зарове (ныне музей)

Провозвестником возрождения интереса к творчеству Шарвенки стала запись его первого концерта, осуществлённая в 1969 г. Эрлом Уайлдом (с Бостонским симфоническим оркестром под управлением Эриха Ляйнсдорфа). Полномасштабное возвращение музыки Шарвенки началось уже в 1990-е гг. усилиями Марка-Андре Амлена, Стивена Хафа, Майкла Понти и, прежде всего, Сеты Таниель. Рецензируя двойной альбом камерной музыки Шарвенки, в записи которого Таниель была центральной фигурой (а среди других участников были Колин Карр и Лидия Мордкович), рецензент отмечал в музыке Шарвенки широкий спектр перекличек с другими авторами, от Мендельсона до Рахманинова, выражая желательность появления дальнейших записей «этой очень привлекательной романтической музыки на линии между Шуманом и Форе».

## Семья
- В 1877 году Франц Ксавер Шарвенка женился на своей русской ученице Зинаиде Гусевой.